# Ervin Hall
Ervin Henry Hall, detto Erv (Filadelfia, 2 luglio 1947), è un ex ostacolista statunitense, vincitore di una medaglia d'argento nei 110 metri ostacoli ai Giochi olimpici di Città del Messico 1968.
In semifinale stabilì il record olimpico in 13"38. Nella finale fu più lento di un decimo di secondo (13"42) rispetto alla semifinale, venendo battuto dal connazionale Willie Davenport che corse in 13"33 e vinse il titolo di campione olimpico.

## Palmarès
| Anno | Manifestazione  | Sede              | Evento   | Risultato | Prestazione | Note |
| ---- | --------------- | ----------------- | -------- | --------- | ----------- | ---- |
| 1968 | Giochi olimpici | Città del Messico | 110 m hs | Argento   | 13"42       |      |